# 玉丰镇
玉丰镇，是中华人民共和国四川省遂宁市安居区下辖的一个乡镇级行政单位。

## 行政区划
玉丰镇下辖以下地区：
上晨寺社区、陈坝村、栏河村、黄林沟村、桅坪村、高峰村、金龟村、红庙村、伙同村、红伙村、新园村、天星村、高石村、双桂村、鸡头村、决山村、潮水村、河沟村、土地村、石墩村、三井村、高坎村、胡琴村和云头村。